# Edward R. McCracken
Edward McCracken es un empresario estadounidense que fue CEO de Silicon Graphics (SGI) de 1984 a 1997. Bajo su liderazgo, SGI creció de unos ingresos anuales de 5,4 millones de dólares a 3.700 millones de dólares. Antes de liderar Silicon Graphics, Pasó 16 años como ejecutivo en Hewlett-Packard.
McCracken se convirtió en presidente de la junta directiva de SGI en 1994. También sirvió en las juntas directivas de Digital Research y National Semiconductor.
Fue un "habitual de la Casa Blanca" durante la administración de Clinton y apareció con Bill Clinton  y Al Gore para promover los beneficios de la tecnología.

## Educación
McCracken obtuvo una Licenciatura en Ciencias en Ingeniería eléctrica de la Universidad Estatal de Iowa en 1966 y un MBA de la Universidad de Stanford.

## Premios
- Premio Professional Achievement Citation in Engineering de la Iowa State University Facultad de Ingeniería en 1992.[3]
- Ejecutivo del año, Revista R&D, 1995.[3]
- Medalla Nacional de Tecnología e Innovación, 1995, que destacó "su trabajo innovador en las áreas de computación visual 3D y tecnologías de supercomputación asequibles; y por su y habilidades de liderazgo para convertir a Silicon Graphics, Inc. en una empresa global de tecnología avanzada."[4]